# 十宗罪
《十宗罪》，2016年中國大陸悬疑推理网剧，改編自同名小說十宗罪，由李东勋执导，曾志伟监制，张翰、曾志伟、于小彤、张雅玫主演，2016年7月26起在優酷獨家播放。截至2016年9月8日，該劇總播放量超過10亿。

## 主要演员
| 演员   | 角色   | 介紹                                                                                           |
| 張翰   | 画龙   | 蜘蛛特案组成员，擁有高智商和不凡的身手，心思細密，做事不愛跟規則，喜歡站在凶手的視角調查案件。 |
| 曾志伟 | 梁教授 | 蜘蛛特案组组长，經驗豐富，對人類行為和心理有敏銳的觀察力，是警隊有名的"人肉測謊機"。           |
| 于小彤 | 包斩   | 蜘蛛特案组成员，擁有豐富的知識和冷靜的頭腦。                                                   |
| 张雅玫 | 苏眉   | 蜘蛛特案组成员，IT技術達人。                                                                   |

## 奬項
| 日期           | 頒獎典禮           | 獎項           | 參考 |
| -------------- | ------------------ | -------------- | ---- |
| 2016年7月27日  | 亚洲新媒体电影节   | 评委会大奖     |      |
| 2016年7月27日  | 亚洲新媒体电影节   | 最佳改编剧本奖 |      |
| 2016年11月29日 | 中国泛娱乐指数盛典 | 网络剧榜top10  |      |